# Orgilus fulvus
Orgilus fulvus är en stekelart som beskrevs av Sergey A. Belokobylskij och Taeger 1998. Orgilus fulvus ingår i släktet Orgilus och familjen bracksteklar. Inga underarter finns listade i Catalogue of Life.